# میرزا غیاث بیگ
میرزا غیاث بیگ (اواسط قرن شانزدهم – ۱۶۲۲) ملقب به اعتماد الدوله یا اعتمادالسلطنه آگهی الدوله سیاست مدار ایرانی دربار گورکانیان بود. او در تهران به دنیا آمد و به هند رفت. در دوران اکبر به خزانه داری کابل گمارده شد.
پس از ازدواج دخترش نور جهان با جهانگیرشاه که پس از این ازدواج نقش بی‌سابقه و نیرومندی به عنوان ملکه دربار امپراتوری جهانگیر در اداره کل امور حکومت داشت که همین‌طور با مرور زمان به شریک امپراتوری شوهر خود تبدیل شد، میرزا غیاث در طول سلطنت جهانگیر بعد از ازدواج دخترش از سال ۱۶۱۱ تا ۱۶۲۲ بخاطر قدرت دخترش مقامش در دربار بالاتر رفت و به مقام صدراعظمی دربار گورکانیان دست یافت.

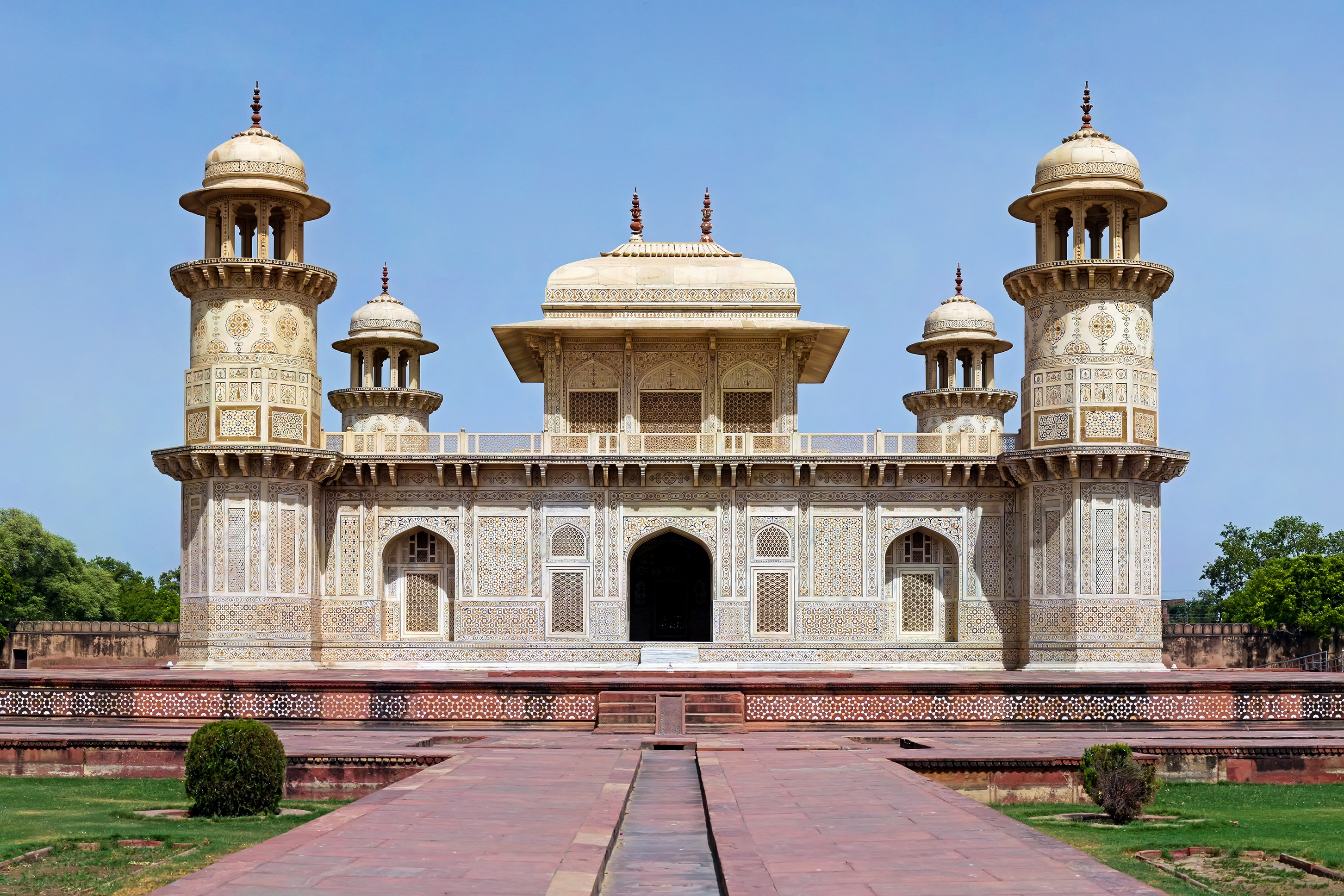
آرامگاه اعتماد الدوله مربوط به دوران امپراتوری گورکانی در شهر آگرا در ایالت اوتار پرادش هند است. آرامگاه اعتماد الدوله که اغلب به عنوان «جعبه جواهر» نامیده می‌شود، گاهی اوقات «باچا تاج» یا «بچه تاج» نامیده می‌شود، اغلب به عنوان پیش نویسی از تاج محل در نظر گرفته می‌شود.
این سازه همراه با ساختمان اصلی از ساختمان‌ها و باغ‌های متعددی تشکیل شده‌است. این مقبره که بین سال‌های ۱۶۲۲ و ۱۶۲۸ ساخته شده‌است، نشان‌دهنده گذار بین فاز اول معماری تاریخی مغول است به مرحله دوم آن، بر اساس رنگ سفید. سنگ مرمر و منبت کاری پیترا دورا که به زیبایی در تاج محل ساخته شده‌است.
این مقبره توسط نورجهان همسر جهانگیرشاه، برای پدرش میرزا غیاث بیگ که اصالتاً امیری ایرانی و در تبعید بود، ساخته شد. که لقب اعتماد الدوله (ستون دولت) را به او داده بودند.. میرزا غیاث بیگ همچنین پدربزرگ ممتاز محل (با نام اصلی ارجمند بانو بیگم، دختر آصاف خان)، همسر امپراتور شاه جهان بود.